# Ramal ferroviario Retiro-San Luis-Mendoza
El Ramal Retiro - San Luis - Mendoza - San Juan pertenece al Ferrocarril General San Martín, Argentina.

## Ubicación
Se halla en las provincias de Buenos Aires, Santa Fe, San Luis y Mendoza.

## Características
Era uno de los ramales principales de la red del Ferrocarril General San Martín con una extensión de 1.048 km entre las ciudades de Buenos Aires y Mendoza.

## Servicios
Presta servicios interurbanos desde Retiro hasta Junín a cargo de la empresa estatal Trenes Argentinos.
Hacia Mendoza, no presta servicios regulares de pasajeros desde abril de 2024. En los alrededores de la ciudad de San Luis se desmanteló la traza y se construyeron las Avenidas Eva Perón y Quinto Centenario en su lugar para evitar intrusiones. Por sus vías pasaron trenes temáticos durante 2009 y 2010.
Por el ramal transitan formaciones de carga de la empresa estatal Trenes Argentinos Cargas.
En 2012 se inauguró el Metrotranvía de Mendoza desde la estación central Mendoza hasta Maipú (General Gutiérrez).
En noviembre de 2021, el tren volvió a llegar a Vedia y posteriormente a Rufino, tras casi 4 años de ausencia, debido al socavamiento del pedraplén sobre la laguna La Picasa.
Mientras que a fines de diciembre de 2021, se realizó una prueba entre Rufino y Laboulaye, para la extensión del servicio de pasajeros. Y finalmente el 12 de julio de 2022 se rehabilitó al servicio la extensión del servicio de larga distancia hasta Justo Daract

## Imágenes

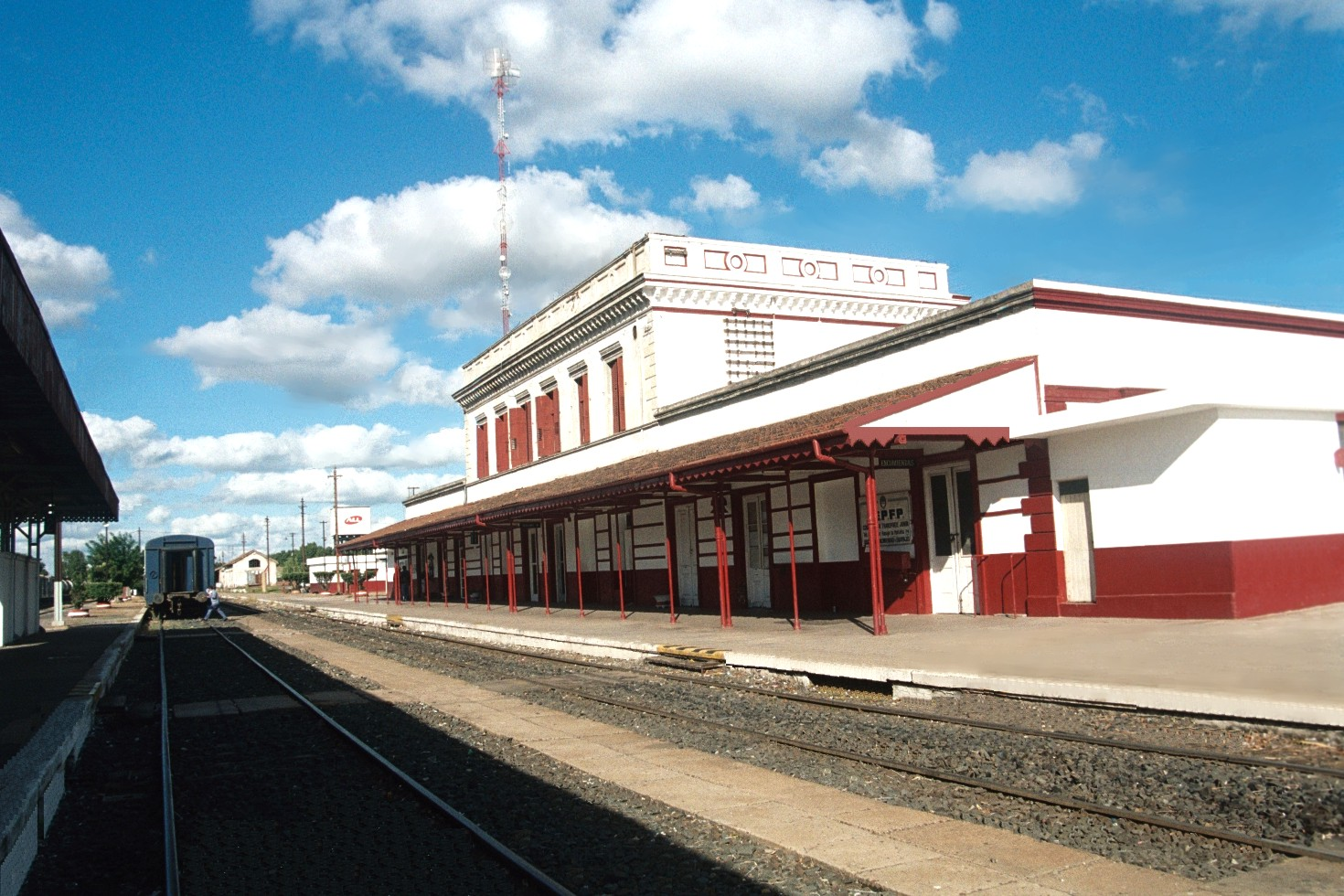
Estación Junín
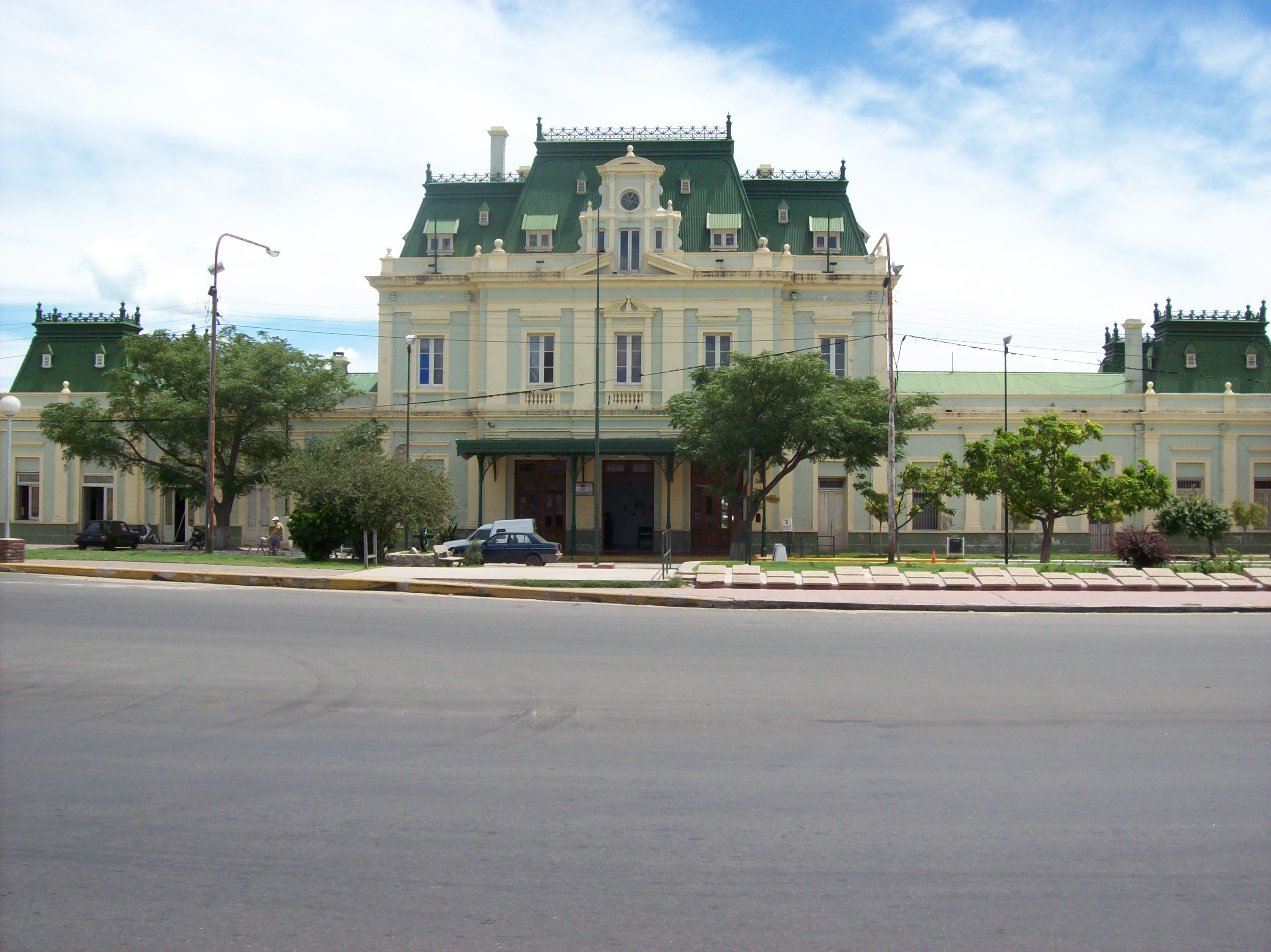
Estación San Luis
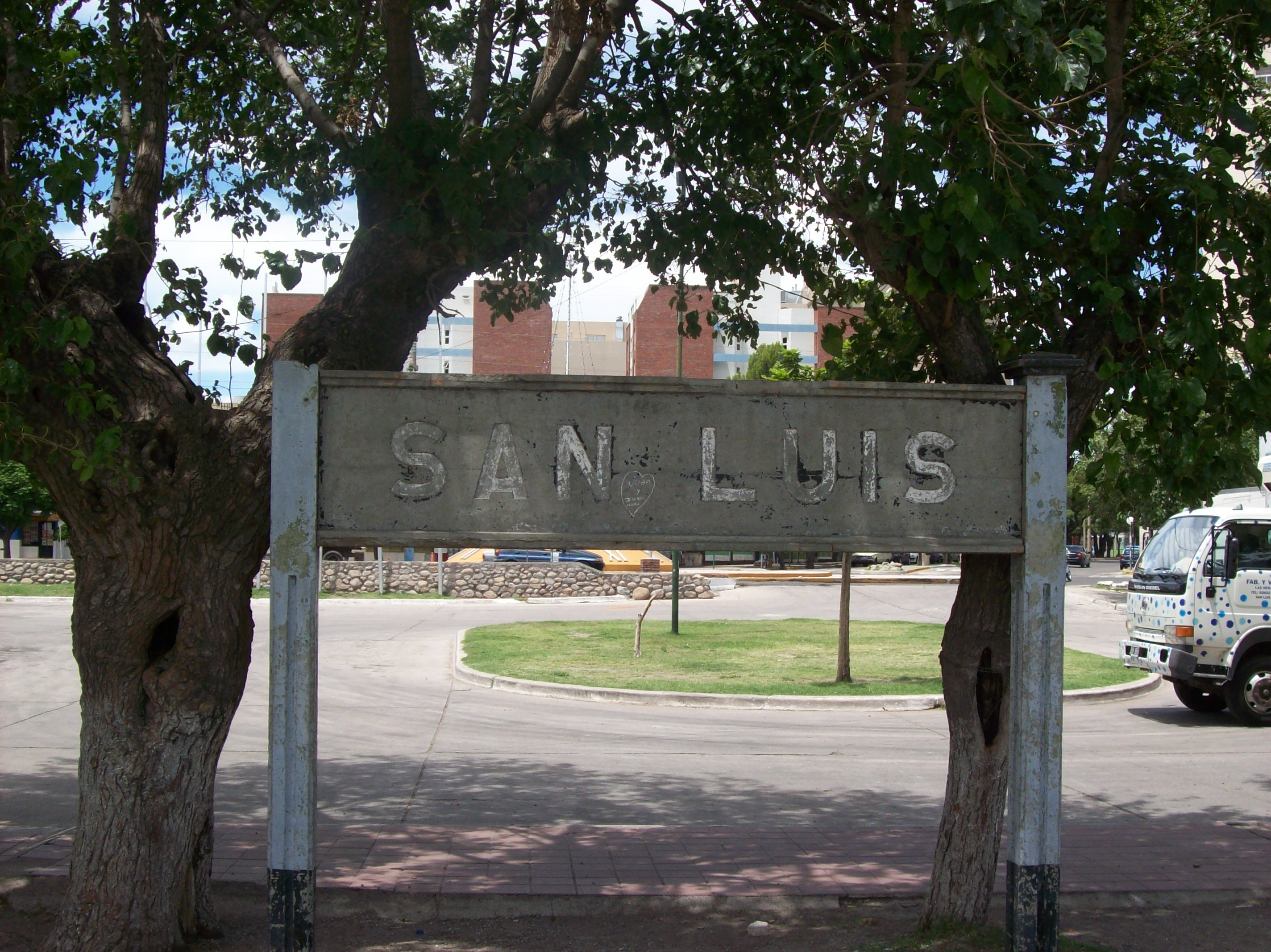
Nomenclador San Luis